# Дивеев, Шакир Галеевич
Шакир Галеевич Дивеев (1886 — 1938) — советский государственный деятель.

## Биография
Родился в Перовском уезде Сырдарьинской области. Через несколько лет после его рождения отец, занимавшийся подрядами по поставкам фуража для конско-почтовых станций, разорился и уехал в Самарканд, оставив мальчика у бабушки.
Окончил Перовское городское училище (1903) и экстерном — механико-техническое училище.
В 1906 году работал в Харькове в конторе на железной дороге, готовился поступать в Технологический институт. В 1906—1907 гг. в Перовске. В 1907—1917 гг. писец, конторщик хлопкозаводов в Фергане и Намангане.
Один из организаторов и с 04.1917 председатель Наманганского уездного отделения Ферганского областного союза «Илатие» («Кочевник»). С 06.1917 — комиссар Горно-киргизского района Наманганского уезда. В январе 1918 года участвовал в подавлении восстания, которое Наманганская Шуро-Исламия подняла восстание в поддержку «Кокандской автономии».
С мая 1918 года левый эсэр, с февраля 1919 года член РКП(б). В 1919 г. председатель Аулие-Атинской горкомиссии помощи голодающим — уполномоченный Туркестанского помгола (комитета помощи голодающим) по Сырдарьинской области — член различных комиссии угоркома Компартии Туркестана.
- 10.1919-04.1920 Аулие-Атинский уездный продовольственный комиссар — член уика и угоркома КПТ;
- 04-10.1920 комиссар продовольствия Сырдарьинской области;
- 10.1920-05.1921 зам. наркома продовольствия Туркестанской АССР;
- 05-10.1921 зам. наркома земледелия Киргизской (Казакской) АССР;
- 10.1921-10.1922 нарком земледелия Киргизской АССР;
- 19.10.1922-01.1923 полпред Киргизской АССР при Наркомате национальностей РСФСР;
- 01.1923-1924 в Тверской губернии;
- 1924 в сельхозкооперации в Крымской АО;
- 1924 управляющий Туркторга по Сырдарьинской области;
- 1924-09.1925 директор Казторга;
- 09.1925-01.1927 управляющий трестом «Казмясопродукт»;
- 01.1927-04.1928 начальник Управления сырьевых заготовок при СНК КССР, управляющий АО «Упсырьзаг»;
- 04.1928-03.1930 председатель правления АО «КазГосТорг»;
- 03.1930-? директор Казгосземтреста;
- 1930 нарком торговли КазАССР;
- ?-1933 зам. директора Туркестано-Сибирской ЖД;
- 1933 — 1.09.1934 1-й зам. наркома снабжения КазАССР;
- 09.1934-? нарком внутренней торговли КазАССР;
- 04-06.1937 постпред КазССР при СНК СССР.

Член КазЦИК 9 созыва (1935—1937).
Арестован НКВД СССР 25 июня 1937 г. Обвинение: 58, п. 1, 58, п. 2, 58, п. 8, 58, п. 11 УК РСФСР. Выездной сессией военной коллегии Верховного Суда СССР (Алма-Ата) РСФСР. Выездной сессией военной коллегии Верховного Суда СССР (Алма-Ата) 25 февраля 1938 г. осужден по всем пунктам, приговор: ВМН. Реабилитирован 28 июня 1958 г.
Жена — Дивеева Фатима Кадыровна (1896—1977).